# Robbe & Berking Sterling Cup
Der Robbe & Berking Sterling Cup ist eine Regattaserie, die seit 1995 jährlich im Spätsommer von der Firmengruppe Robbe & Berking gemeinsam mit dem Flensburger Segel-Club (FSC) für klassische Yachten ausgerichtet wird. Schwerpunkt der Segelklassen sind die Meter-Klassen 12mR, 8mR, 6mR und 5,5mR. Die bislang größte Beteiligung von Yachten der Meter-Klasse fand im Jahr 2013 mit 60 Yachten und 400 Seglern statt.
Aber auch die Drachen-Klasse und Schärenkreuzer segeln im Rahmen des Sterling Cups ihre Meisterschaften aus. Die Hauptattraktion sind die Rennen der 12mR-Yachten, die sich alle im Clubhafen des FSC in Glücksburg-Quellental versammeln. So hat diese historische Segelklasse im Rahmen der Regatten des Sterling Cups ihre Welt-, Europa- und Deutschen Meisterschaften ausgetragen.
Die einzelnen Wettfahrten finden auf der Flensburger Förde zwischen den Ochseninseln und Schausende statt, so dass die Zuschauer vom Ufer aus die Segelwettkämpfe gut verfolgen können.
In den letzten zwei Jahren wurde für die 12mR-Klasse eine besondere Zubringerwettfahrt von der dänischen Dyvig-Bucht durch den Alsensund über Sonderburg und weiter auf der Flensburger Förde nach Glücksburg eingeführt.
Ein umfangreiches kulturelles Rahmenprogramm an Land rundet den Sterling Cup ab.

## Robbe & Berking Sterling Cup 2021

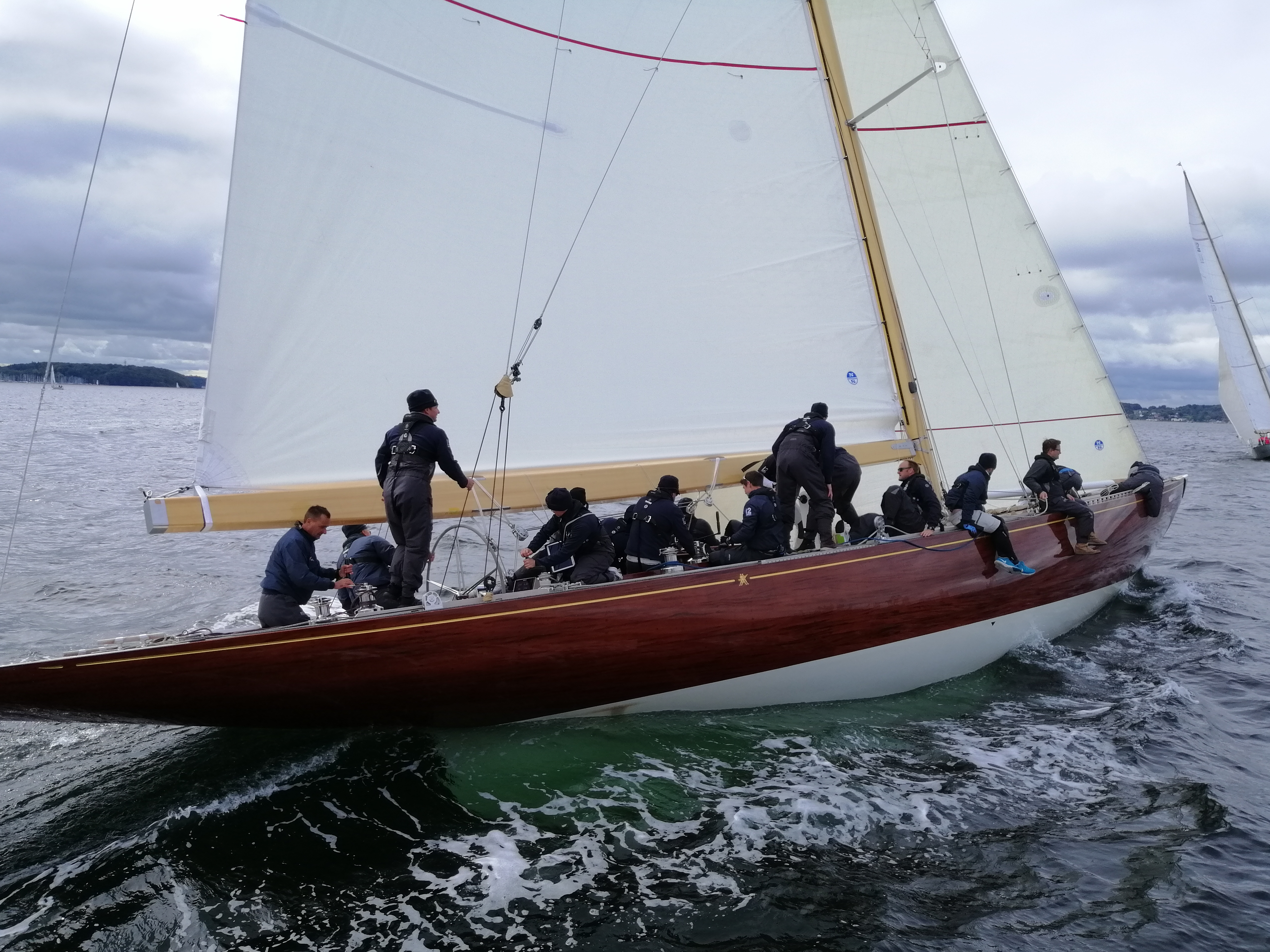
Nini Anker (N-15)
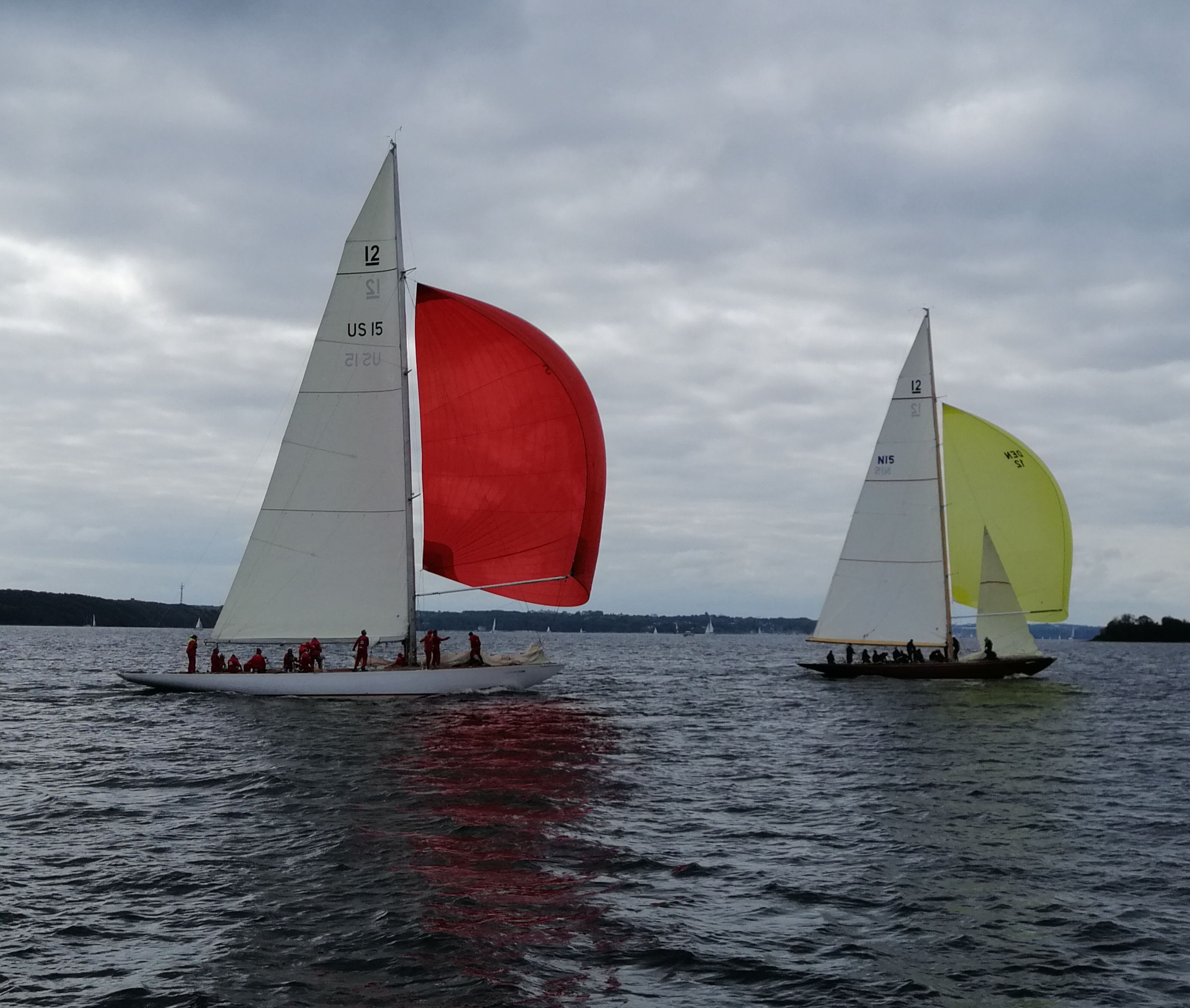
VIM (US-15), Nini Anker (N-15)
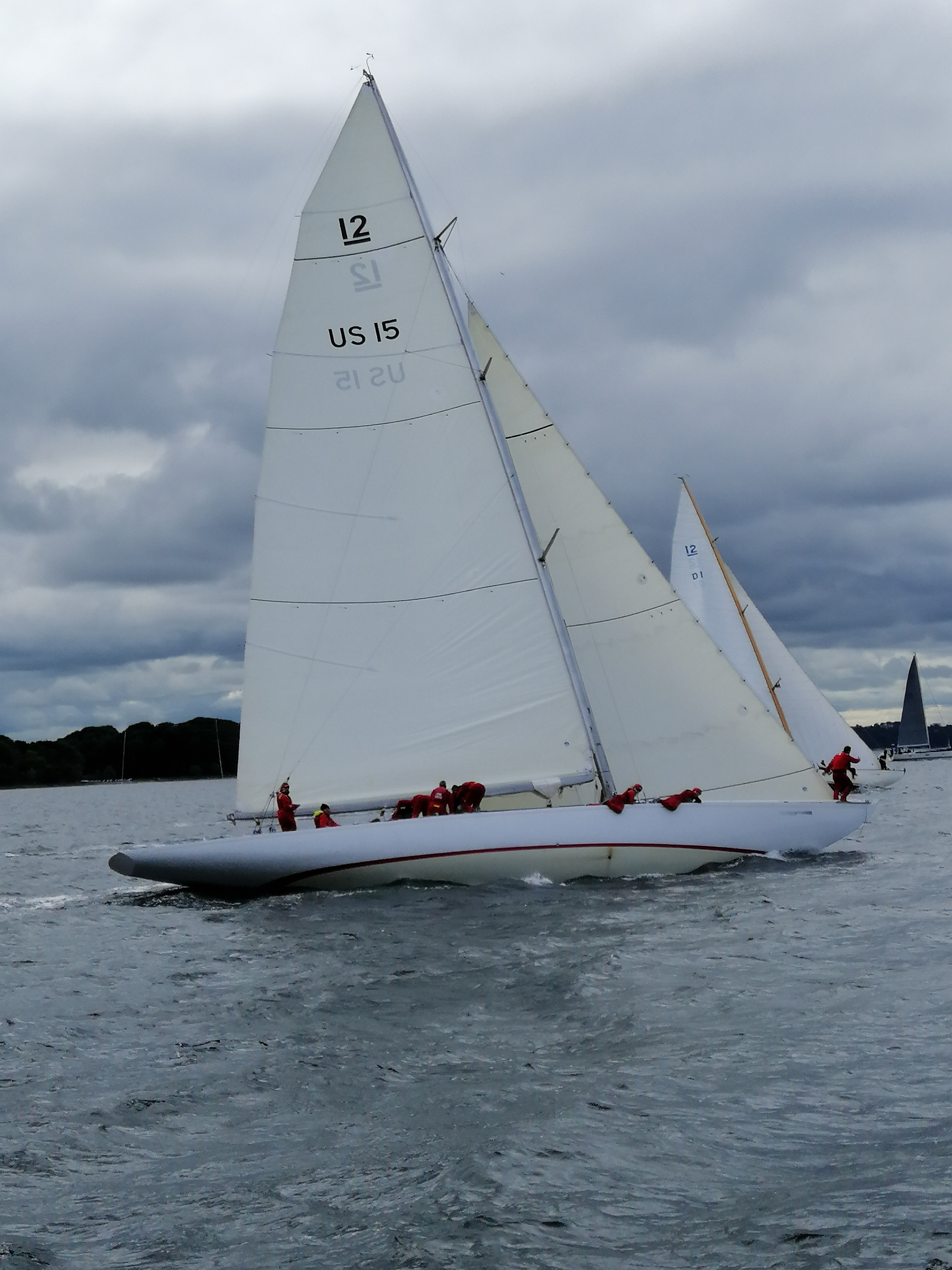
VIM (US-15)
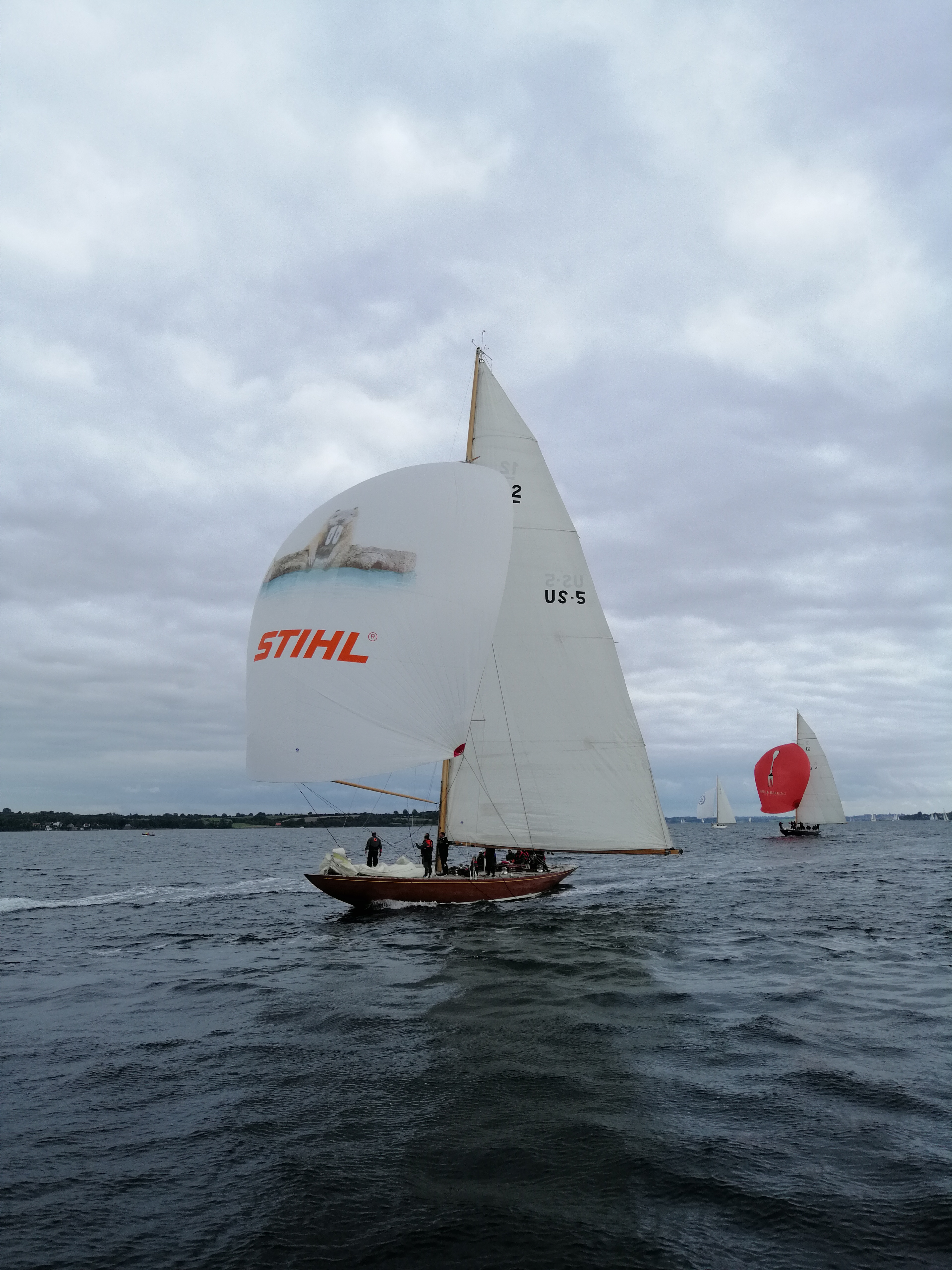
Anitra (US-5) und Sphinx (G-4) (rechts)
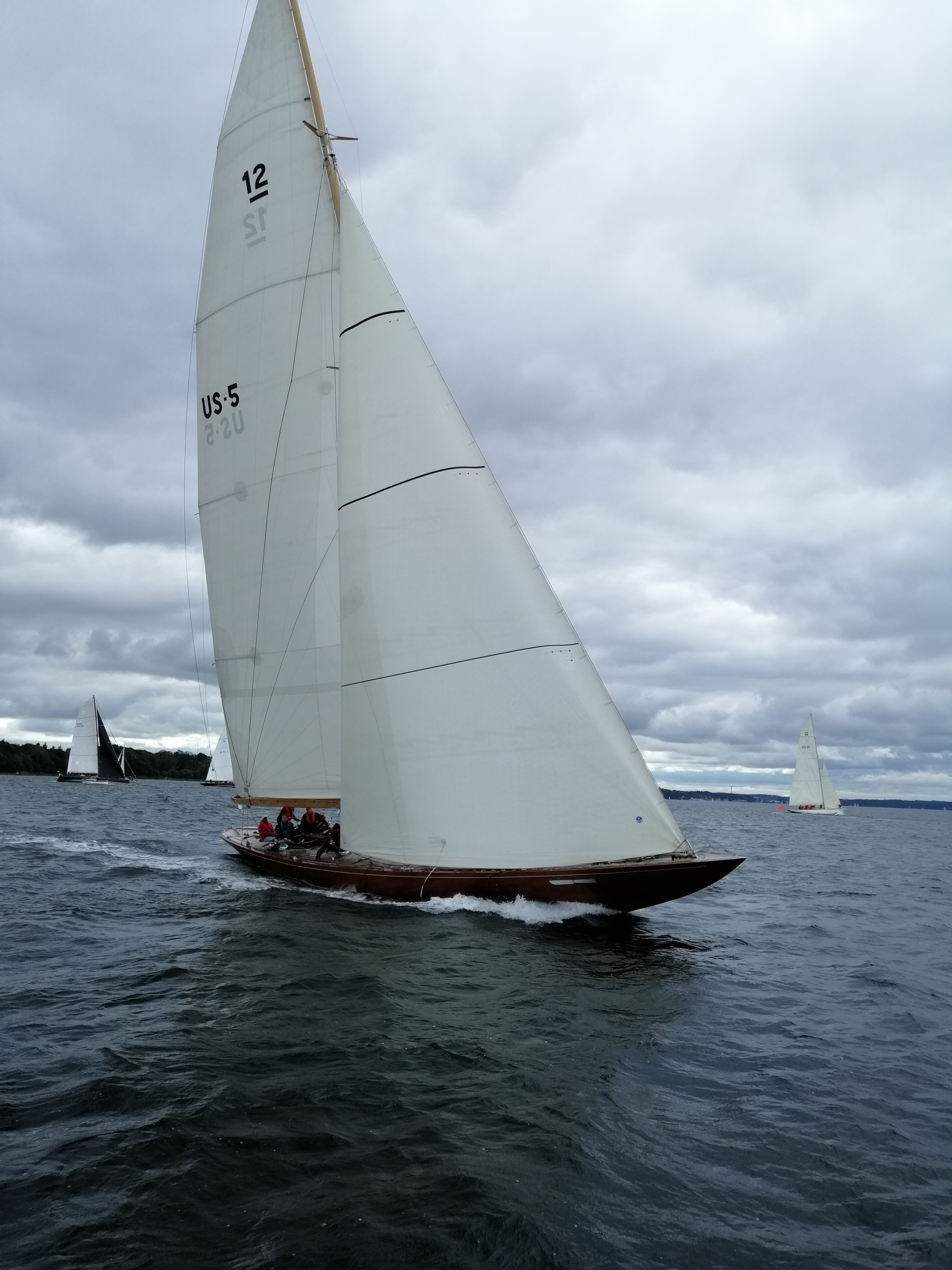
Anitra (US-5)
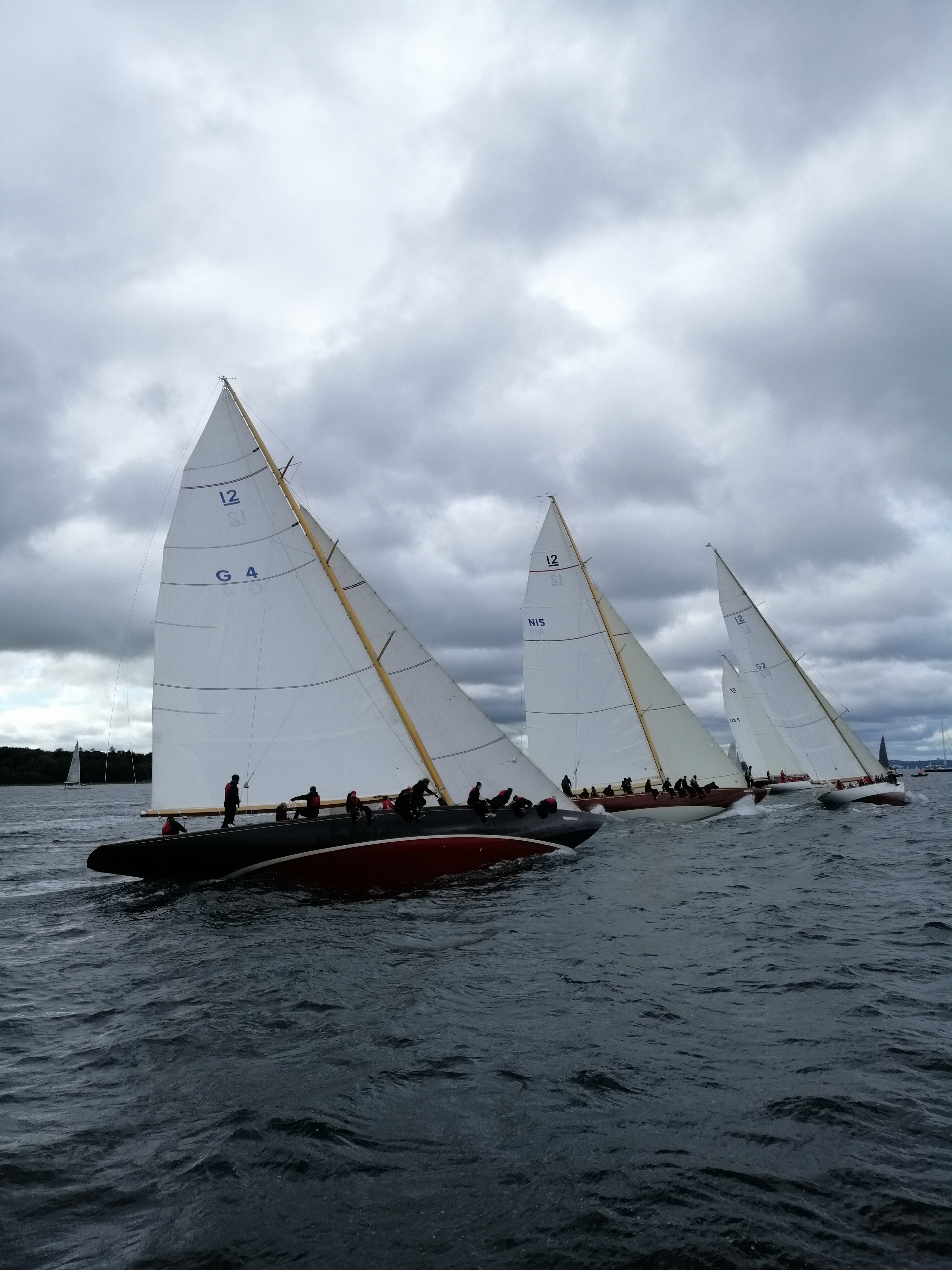
Regattastart (von links): Sphinx (G-4), Nini Anker (N-15), Anita (G-2)
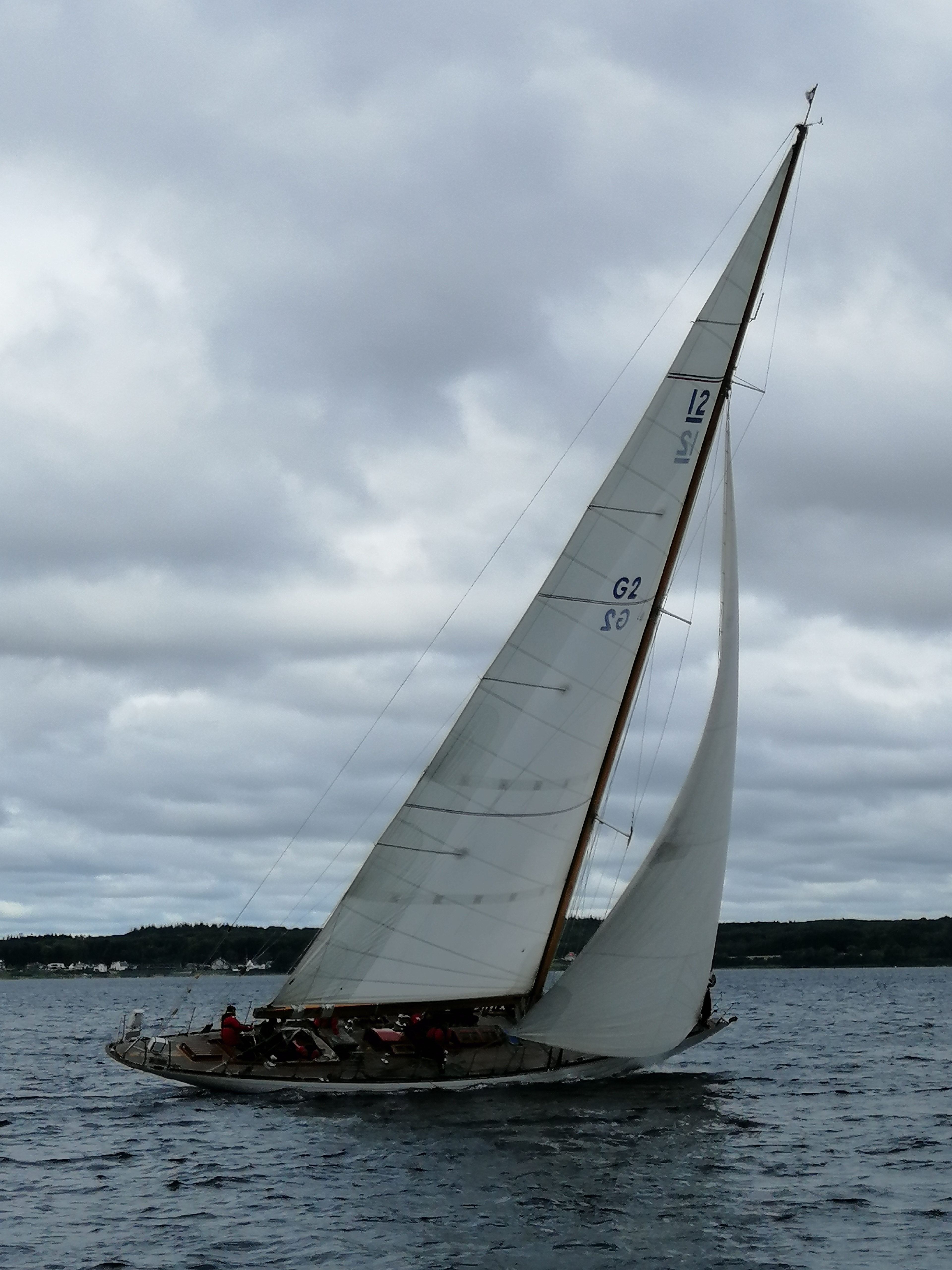
Anita (G-2)
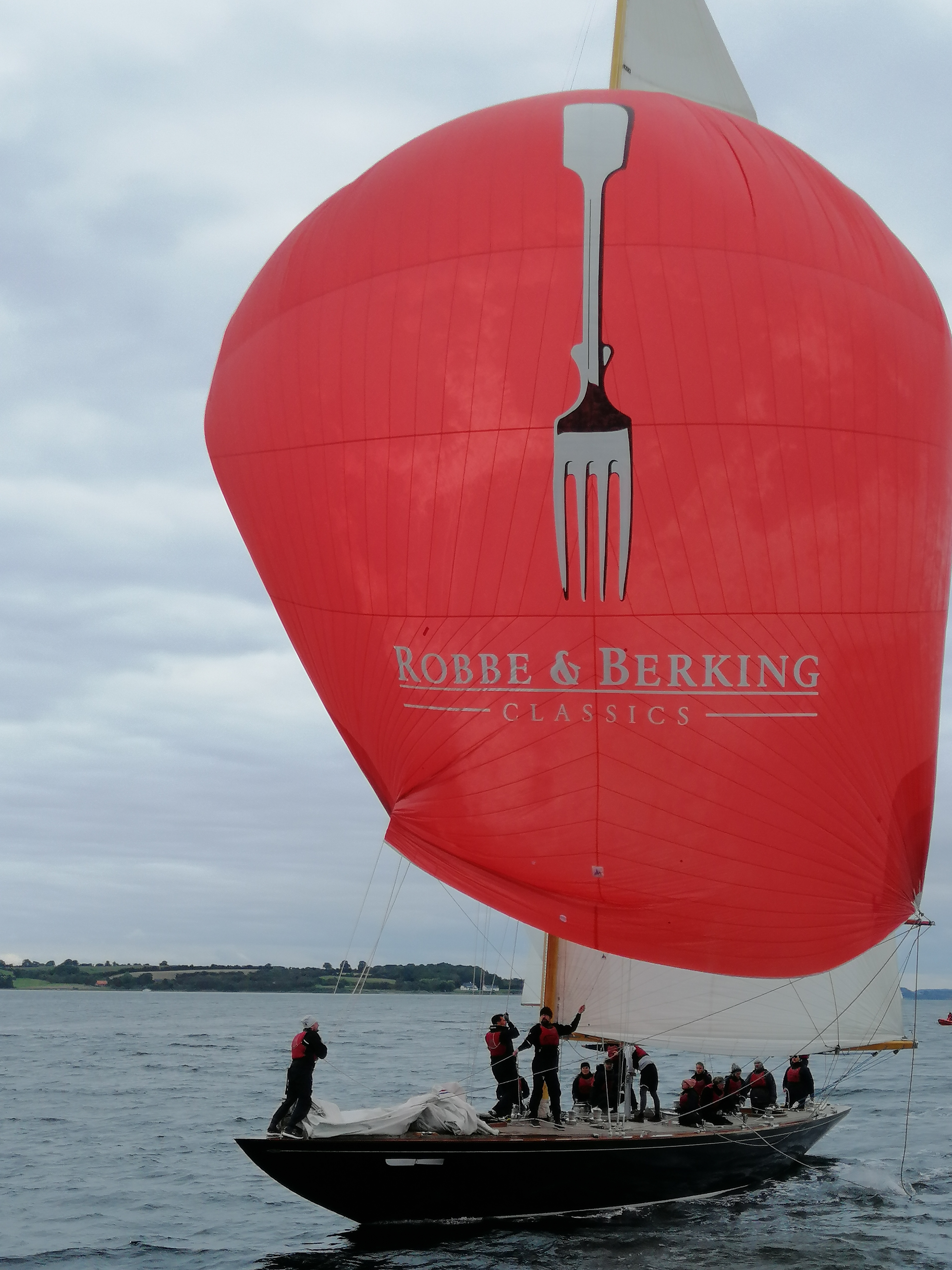
Sphinx (G-4)
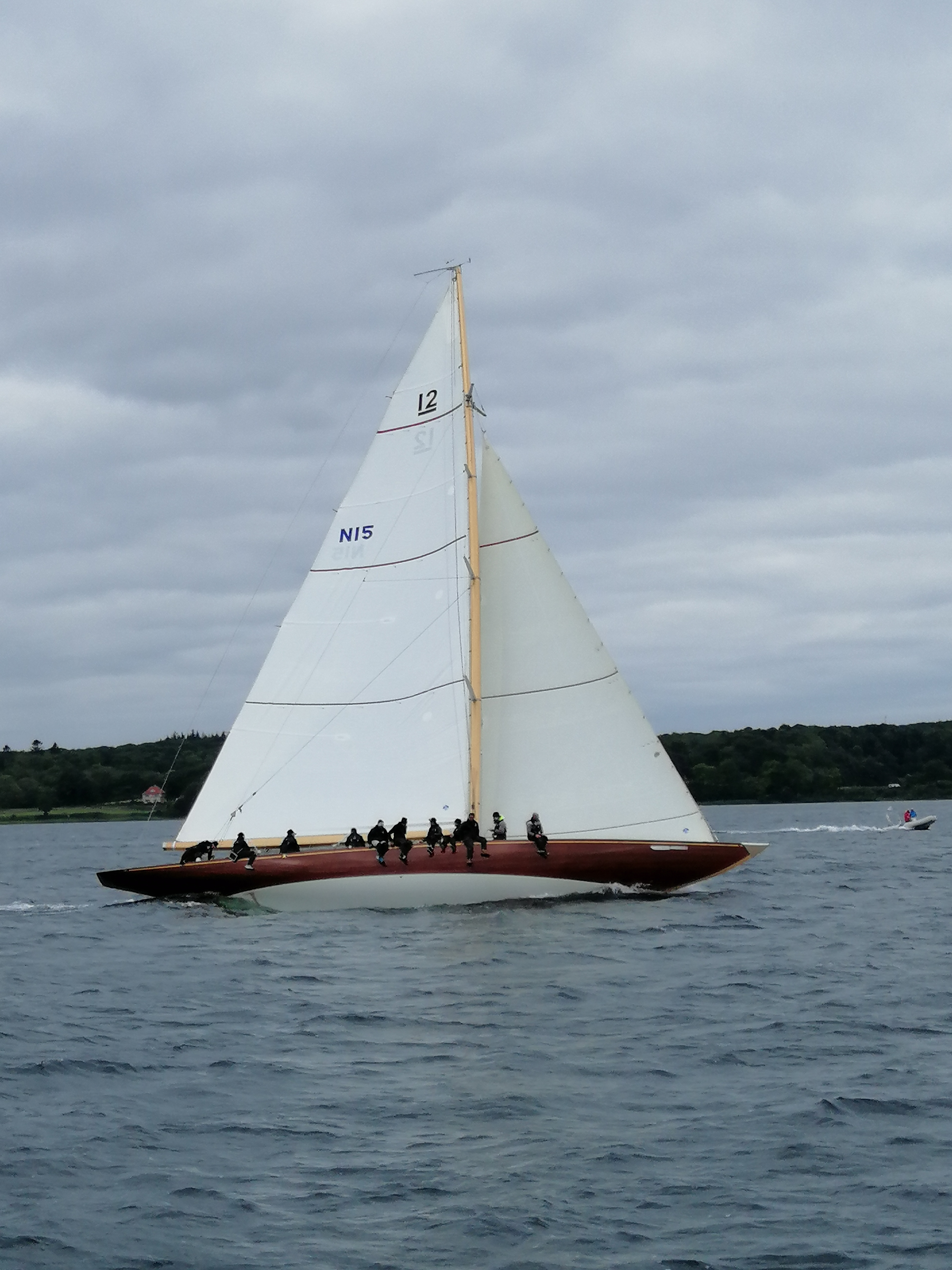
Nini Anker (N-15)